# (26969) Biver
(26969) Biver (1997 SE) – planetoida z grupy pasa głównego asteroid okrążająca Słońce w ciągu 4 lat i 13 dni w średniej odległości 2,53 j.a. Została odkryta 20 września 1997 roku.